# Carole Hartmann
Pour les articles homonymes, voir Hartmann.
Carole Hartmann, née le 3 juin 1987 à Luxembourg-Ville (Luxembourg), est une femme politique luxembourgeoise, membre du Parti démocratique (DP).
À la suite des élections législatives du 14 octobre 2018, Lex Delles fait son entrée au gouvernement comme ministre des Classes moyennes et du Tourisme en date du 5 décembre 2018 dans le gouvernement de coalition entre le Parti démocratique (DP), le Parti ouvrier socialiste luxembourgeois (LSAP) et Les Verts (« déi gréng »). Le jour d'après, Carole Hartmann est assermentée afin de le remplacer à la Chambre des députés dans la circonscription Est.